# OpenNebula
OpenNebula — програмна платформа, призначена для організації управління хмарною інфраструктурою та віртуальними оточеннями.  
Платформа дозволяє організувати функціонування розподіленої інфраструктури для динамічно розгорнутих багаторівневих сервісів (груп з взаємопов'язаних віртуальних машин), комбінуючи ресурси локального дата-центру та зовнішніх хмарних провайдерів.  Зокрема, OpenNebula дозволяє на своїх потужностях підняти інфраструктуру для надання сервісів IaaS (інфраструктура як сервіс), схожу на Amazon EC2.  В наявності є засоби для організації розгортання віртуальних оточень, моніторингу, контролю доступу, забезпечення безпеки та управління сховищем. 
Сирцевий код системи повністю відкритий під ліцензією Apache. Готові установчі пакунки доступні для Ubuntu, openSUSE, RHEL/CentOS і Debian.
Серед найвідоміших компаній і організацій, що використовують OpenNebula, можна відзначити: CERN, Європейське космічне агентство, FermiLab і China Mobile.

## Ключові можливості
Типи підтримуваних хмарних оточень
- Приватні хмарні системи, доступні тільки всередині організації, повністю підконтрольні і виконані на власних потужностях. Як система віртуалізації підтримується використання Xen, KVM та VMware;
- Публічні хмарні оточення, що працюють в інфраструктурі зовнішніх сервіс-провайдерів, таких як Amazon EC2.  Для доступу до публічних хмарних оточенням OpenNebula підтримує такі API, як EC2 Query, OGF OCCI і vCloud;
- Гібридні хмарні системи, що поєднують елементи публічних і приватних хмарних систем. Наприклад, певна критично важлива частина інфраструктури може працювати у приватній хмарі, а вторинні системи винесені в зовнішні хмари, або спочатку вся система побудована як приватна, але при нестачі ресурсів в пікові моменти до роботи залучаються потужності публічних сервісів.

Можливості для менеджера з управління інфраструктурою
- Динамічна зміна розміру фізичної інфраструктури через додавання або вилучення вузлів на льоту і розбиття кластера на віртуальні розділи, що дозволяють виділяти тільки необхідний обсяг ресурсів для функціонування певного сервісу;
- Централізований інтерфейс для управління всіма елементами віртуальної і фізичної розподіленої інфраструктури.  Керуючий вебінтерфейс Sunstone для адміністраторів хмарних оточень, через який можна управляти роботою інфраструктури приватних і гібридних оточень, розподіляти віртуальні та фізичні ресурси;
- Високий ступінь залучення доступних ресурсів, можливість підключення зовнішніх ресурсів, надання ресурсів в оренду або організації спільного використання інфраструктури між кількома департаментами;
- Скорочення витрат за рахунок зменшення числа фізичних серверів, зменшення витрат на адміністрування, обслуговування, енергопостачання та охолодження (замість фізичних серверів надаються віртуальні сервери, які повніше використовують доступні фізичні ресурси — наприклад, група мало завантажених серверів тепер може працювати на одній фізичній машині);
- Можливість швидкого збільшення серверної потужності за рахунок підключення ресурсів зовнішніх хмарних сервісів у моменти пікового навантаження;
- Механізми для забезпечення відмовостійкості, реалізована функція автоматичного виконання операцій з відновлення працездатності оточень у разі збою в роботі фізичного сервера або віртуальної машини;
- Підтримка управління квотами, через завдання певним користувачам набору обмежень на використання ресурсів;
- Підтримка груп зі своїм набором користувачів і віртуальних ресурсів.  Наприклад, можна створити окрему ізольовану хмару зі своїм набором користувачів і делегувати управління цією хмарою певній компанії, забезпечивши можливість роботи декількох провайдерів хмарних послуг на базі однієї інфраструктури OpenNebula.  У кожній групі може бути свій набір публічних ресурсів (шаблони, образи віртуальних машин, віртуальні мережі), що не перетинається з іншими групами;
- Гнучка система контролю доступу (ACL), що дозволяє адміністраторам хмарної мережі керувати доступом до ресурсів та операцій на рівні окремих користувачів і груп;
- Організація централізованого управління декількома окремими установками OpenNebula (oZones).  Доступ до зон організовується з використанням абстрактного поняття Віртуальний дата-центр, який містить свій набір ресурсів (образи та шаблони віртуальних машин, віртуальні мережі і віртуальні машини) і користувачів, які використовують ці віртуальні ресурси.

Можливості для користувача
- Швидше отримання запитаного сервісу (віртуальний сервер підняти значно швидше, ніж купити і встановити фізичний сервер);
- Підтримка розгортання гетерогенних операційних оточень в рамках єдиної спільно використовуваної інфраструктури;
- Повний контроль за життєвим циклом віртуальних серверів.  Ведення аккаунтінга і генерації звітів про активність користувачів і серверів;

Додатково
- Інтеграція з розподіленою системою моніторингу Ganglia для контролю за працездатністю великого числа хостів і віртуальних оточень;
- Засоби для підтримки репозиторію образів віртуальних машин, що дозволяє користувачам вибрати потрібний образ з каталогу, не піклуючись про низькорівневі налаштування і конфігурації дискової підсистеми.  Підтримується розмежування доступу, що дозволяє обмежити певні групи користувачів тільки вибраними віртуальними оточеннями;
- Мережева підсистема з підтримкою використання VLAN у віртуальній мережі за допомогою віртуального комутатора OpenvSwitch або із задіянням стандартних тегів 802.1Q;
- Підтримка MySQL і SQLite як бази для зберігання параметрів OpenNebula;
- Підтримка кластерних конфігурацій: фізичні хости можуть бути згруповані в логічні кластери, які можуть виступати обробниками певних віртуальних машин.